# Marian Palla

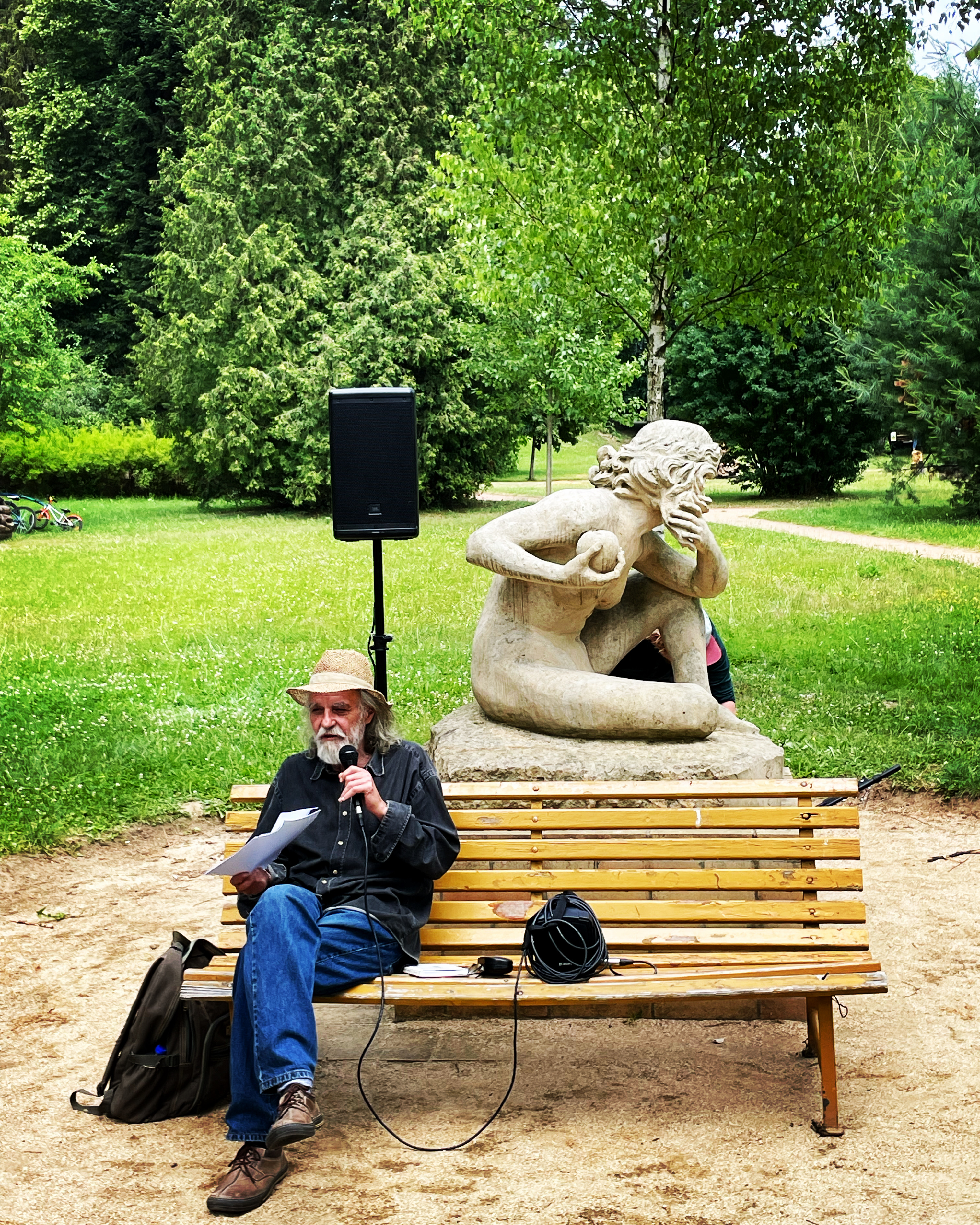
Autorské čtení Mariana Pally v Luhačovicích, 2022

Marian Palla (* 30. července 1953 Košice) je český prozaik, básník, výtvarník, vysokoškolský pedagog, publicista a recesista.

## Životopis
V roce 1977 ukončil studium v Brně na konzervatoři v oboru kontrabas. Přes patnáct let hrál v orchestru Janáčkovy opery v Brně. Vedle činnosti hudební se věnuje výtvarnému umění. Má za sebou celou řadu samostatných výstav (od roku 1980) u nás i v zahraničí. Jeho díla jsou zastoupena ve sbírkách Národní galerie v Praze, Východočeské galerie v Pardubicích, Muzea umění v Olomouci a Moravské galerie v Brně. V letech 1994–2011 pedagogicky působil na Fakultě výtvarných umění VUT Brno (zpočátku jako asistent, později jako docent). V roce 2000 absolvoval Atelier multimedia, koncept, environment na FaVU VUT. Je členem několika uměleckých skupin (např. Florián). Je též autorem řady knih, jednu z nich na sci-fi námět s mimozemšťany určenou pro děti napsal společně s Janem Jiráněm (Ve znamení hada). Byla vydána i jako zvuková nahrávka.
V roce 2003 se stal historicky prvním mistrem České republiky ve slam poetry. V roce 2016 se stal nositelem Ceny Michala Ranného.
V současnosti je v důchodu, žije a tvoří v domě ve Střelicích u Brna.

## Dílo
- Seznam děl v Souborném katalogu ČR, jejichž autorem nebo tématem je Marian Palla
- Ve znamení hada, 1994 (s Janem Jiráněm)
- Jak zalichotit tlusté ženě, 1996
- Kdyby byl krtek velkej jako prase, 1997
- S chloupkem na jazyku aneb Sto případů detektiva Wlapra, 1999
- Sajns Fikšn (divadelní hra), 2000
- Zápisky uklízečky Maud, 2000
- Vybrané kousky z Mariana Pally, 2001
- Zameť mou hruď, 2003
- Teplé škvarky, 2007
- Bill a Nebyl, 2009
- Njkpůúp kkléedc, 2011[2 1]
- Naivní konceptualista a slepice, 2014
- Smrad škvařeného fousu, 2022

## Výstavy
- malé nekonečno / the little infinity, Fait Gallery, Brno, 21. 2. – 4. 5. 2024, kurátoři: Denisa Kujelová a Vít Havránek

## Spříznění autoři
- Jiří Šigut
- Milan Maur
- Miloš Šejn
- Olga Karlíková
- Vendula Chalánková